# Cristian (Sibiu)
Cristian (en hongrois : Kereszténysziget, en allemand : Grossau) est une commune du județ de Sibiu en Roumanie.